# Iver Andreas Horrem
Iver Andreas Horrem (* 1. Januar 1977 in Aukra) ist ein norwegischer Beachvolleyballspieler.

## Karriere
Horrem absolvierte seine ersten internationalen Turniere 1998 mit Kjell Arne Gøranson. Im folgenden Jahr kamen die Norweger bei der Weltmeisterschaft in Marseille nicht über den (geteilten) letzten Platz hinaus. Die folgende Europameisterschaft in Palma beendeten sie auf Rang 17. Ein Jahr später unterlagen sie in Getxo den Tschechen Palinek/Lébl und den Russen Karassew/Saifulin.
Als Jan Kvalheim nach den Olympischen Spielen 2000 zurücktrat, bildete Horrem ein neues Duo mit dessen bisherigem Partner Bjørn Maaseide. In der ersten Hauptrunde der WM 2001 mussten sich die Norweger nach drei Sätzen den späteren Gesamtsiegern Baracetti/Conde aus Argentinien geschlagen geben. Einen Monat später kamen sie nach einer Niederlage gegen die Schweizer Brüder Martin und Paul Laciga in die Verliererrunde der Europameisterschaft, in der sie gegen das deutsche Duo Oetke/Scheuerpflug verloren. Nach drei fünften Plätzen beim Klagenfurter Grand Slam und den Open-Turnieren in Cádiz und Fortaleza verloren sie 2002 bei der EM in Basel im vierten Spiel der Verliererrunde gegen ihre Landsleute Høidalen/Kjemperud.
Die Weltmeisterschaft 2003 endete für das norwegische Duo in der ersten Hauptrunde gegen die Deutschen Christoph Dieckmann und Andreas Scheuerpflug. Nachdem Horrem/Maaseide bei der EM 2004 in Timmendorfer Strand das Viertelfinale gegen die Schweizer Heuscher/Kobel erreicht und den fünften Platz belegt hatten, nahmen sie am olympischen Turnier in Athen teil und schieden als Gruppenletzter bereits nach der Vorrunde aus.
Da Maaseide anschließend seinen Rücktritt erklärte, spielte Horrem ab 2005 mit Bard-Inge Pettersen. Das neue Duo unterlag bei der WM in Berlin den Kubanern Álvarez/Bernal und dem US-Team Rogers/Dalhausser. Anschließend gelangen Horrem/Pettersen zwei fünfte Plätze in Montreal (2005) und Roseto degli Abruzzi (2006). Die Europameisterschaft in Den Haag endete für sie nach Niederlagen gegen die Österreicher Berger/Gartmayer und die Spanier Herrera/Mesa auf Platz 13.
Nachdem er sich von Pettersen getrennt hatte, überredete Horrem seinen vorherigen Partner Maaseide zu einem Comeback. Das wiedervereinigte Duo belegte bei der WM 2007 in Gstaad nach dem Aus gegen die Brasilianer Franco/Cunha den 17. Rang. Nachdem Horrem/Maaseide zwei Jahre später bei der WM in Stavanger vor eigenem Publikum ohne Satzgewinn nach der Vorrunde ausgeschieden waren, endete ihre gemeinsame Zeit.
Von 2009 bis 2011 spielte Horrem mit Øivind Hordvik. Das Debüt bei den Kristiansand Open endete auf Rang 17. Im August 2011 nahmen sie an der EM in Kristiansand teil, scheiterten aber in der Hauptrunde an den Niederländern Stiekema/Varenhorst.
2012 kam Horrem mit Geir Eithun zusammen. Bei der WM 2013 in Stare Jabłonki schieden Horrem/Eithun sieglos nach der Vorrunde aus.